# 18-я воздушная армия (СССР)
18-я воздушная армия (18ВА) — оперативное объединение советских ВВС (авиации РККА) в составе ВС СССР во время Великой Отечественной войны.

## Создание
18-я воздушная армия сформирована Постановлением ГКО от 6 декабря 1944 года на базе управления и сил авиации дальнего действия с подчинением командующему ВВС. Создание армии обусловливалось необходимостью более широкого использования дальних бомбардировщиков для содействия сухопутным войскам в ходе развертывавшегося мощного наступления Советской Армии на всем советско-германском фронте, повышением мобильности и манёвренности ВВС, улучшением организация управления и условий взаимодействия дальней авиации с воздушными армиями фронтовой авиации и сухопутными войсками.

## Назначение
Предназначалась для нанесения массированных бомбовых ударов по наиболее важным, мощным и удалённым объектам противника

## Переформирование
5 апреля 1946 года постановлением Совета Министров СССР 18-я воздушная армия выделена из состава Военно-воздушных сил и на её основе создана Дальняя авиация ВС СССР

## Состав

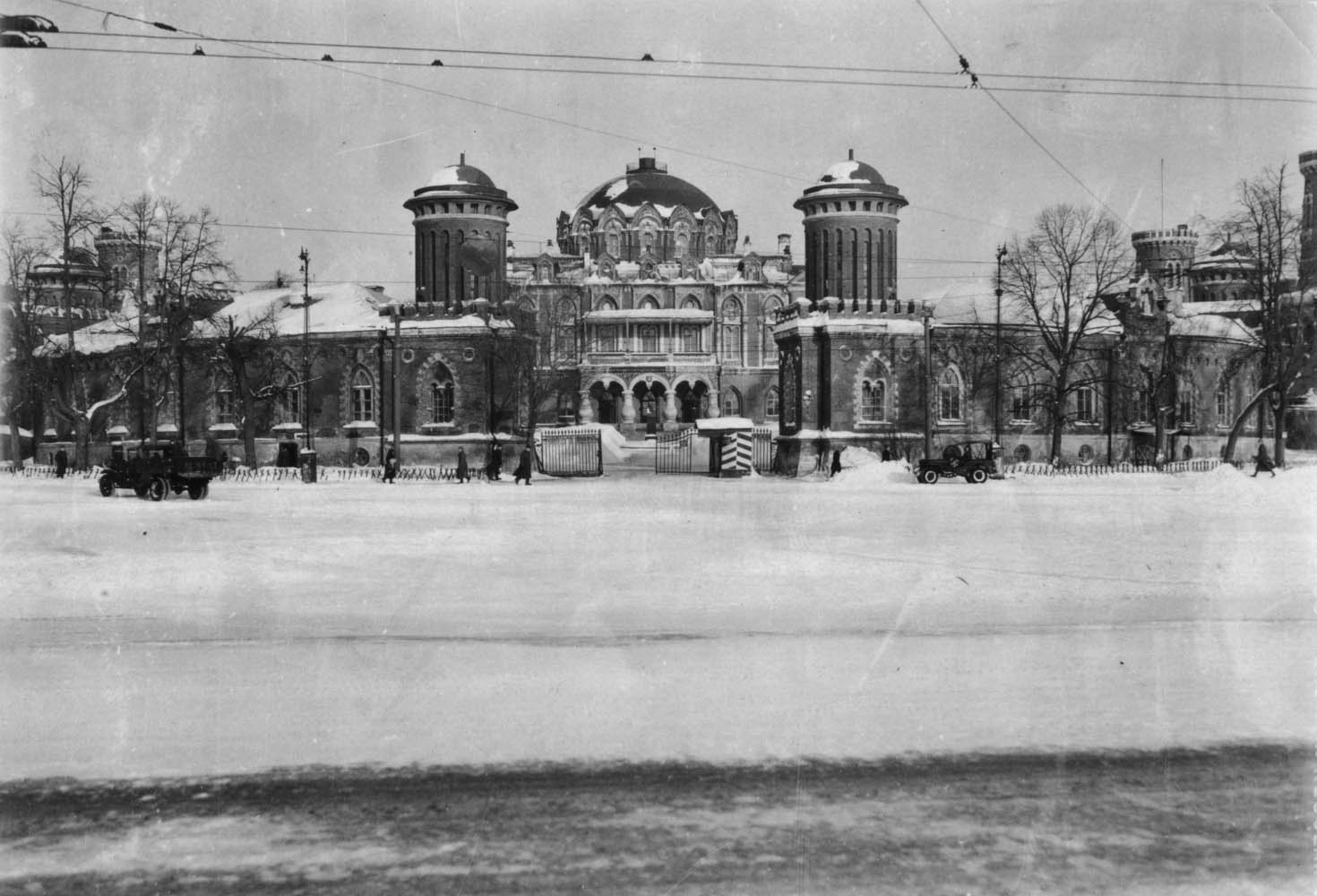
Штаб 18-й ВА.

- 1-й гвардейский Смоленский бомбардировочный авиационный корпус [2];
- 2-й гвардейский Брянский бомбардировочный авиационный корпус[2];
- 3-й гвардейский Сталинградский бомбардировочный авиационный корпус[2];
- 4-й гвардейский Гомельский бомбардировочный авиационный корпус[2];
- 19-й бомбардировочный авиационный корпус (до февраля 1945 года)[2];
- 9-й гвардейский бомбардировочный авиационный корпус[2];
- 45-я бомбардировочная авиационная дивизия (полковник В. И. Лебедев)[2];
- 56-я авиационная дивизия истребителей дальнего действия (полковник А. Д. Бабенко)[2];
- 73-я вспомогательная авиационная дивизия[2];
- 27-я учебная авиационная дивизия[2].

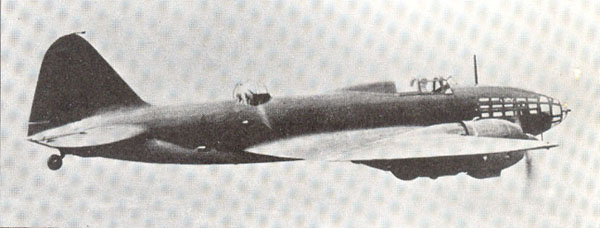
Самолёт Ил-4

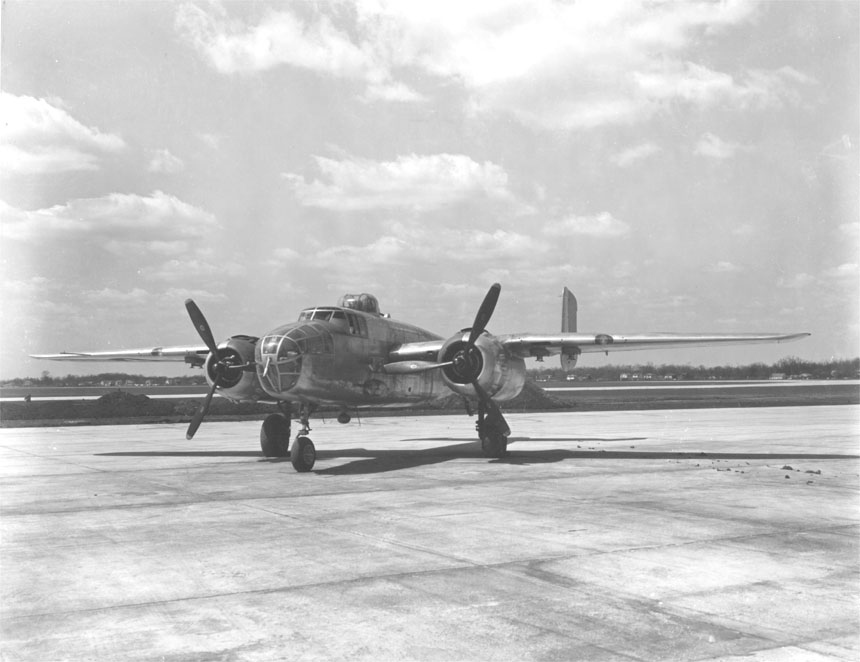
Самолёт B-25

Основную ударную мощь авиационных полков 18-й воздушной армии составляли советские дальние бомбардировщики Ил-4 и американские B-25.

## Базирование
Управление армии размещалось в Москве, командный пункт — в Бресте. Штаб дислоцировался в здании Военной академии командного и штурманского состава ВВС Красной Армии на Ленинградском проспекте (ныне — Петровский путевой дворец).

## Командование
- Командующий — главный маршал авиации Голованов А. Е.
- Заместитель командующего - маршал авиации Скрипко Николай Семёнович
- Начальник штаба — генерал-лейтенант авиации Перминов Н. В.
- Член Военного Совета — генерал-полковник авиации Гурьянов Г. Г.
- Главный штурман — генерал-майор авиации Петухов И. И.

## Участие в операциях и битвах
- Висло-Одерская наступательная операция — с 12 января 1945 года по 3 февраля 1945 года
- Инстербургско-Кенигсбергская операция — с 13 января 1945 года по 27 января 1945 года
- Восточно-Прусская операция — с 13 января 1945 года по 25 апреля 1945 года
- Будапештская операция — c 17 января 1945 года по 13 февраля 1945 года
- Нижне-Силезская операция — с 8 февраля 1945 года по 24 февраля 1945 года
- Восточно-Померанская операция — с 20 февраля 1945 года по 4 апреля 1945 года
- Верхне-Силезская операция — с 15 марта 1945 года по 31 марта 1945 года
- Венская операция — с 16 марта 1945 года по 15 апреля 1945 года
- Кенигсбергская операция — с 6 апреля 1945 года по 9 апреля 1945 года
- Берлинская операция — с 16 апреля 1945 года по 8 мая 1945 года

## Боевой путь
На завершающем этапе Великой Отечественной войны 18-я воздушная армия во взаимодействии с фронтовой авиацией поддерживала все основные наступательные операции, развернувшиеся на советско-германском фронте в 1945 году.
В ходе Висло-Одерской Восточно-Прусской, Нижне-Силезской, Восточно-Померанской, Венской, Берлинской наступательных операций соединения армии наносили массированные бомбовые удары по крупным очагам сопротивления, железнодорожным узлам, аэродромам, портам и административно-промышленным центрам Германии.
В ходе Висло-Одерской наступательной операции 18-я воздушная армия в интересах войск 1-го Украинского и 1-го Белорусского фронтов действиями ночью нарушала железнодорожные перевозки противника и препятствовала сосредоточению его резервов. С 17 по 26 января она произвела более 600 боевых самолётовылетов.
В Восточно-Прусской наступательной операции 18-я воздушная армия 7 апреля 1945 года при штурме Кёнигсберга составом 514 бомбардировщиков армии совершили дневной налёт на позиции немецких войск, оказав тем самым существенную помощь наступающим в овладении крепостью. Ввод в сражение частей 18-й воздушной армии в условиях светлого времени осуществлялось впервые. До 7 апреля 1945 года армия действовала преимущественно ночью. Разрешение на её боевое применение было получено из Генерального штаба от генерала А. И. Антонова. Для непосредственного прикрытия тяжёлых бомбардировщиков выделялось от фронтовой авиации 124 истребителя и 108 истребителей для непрерывного патрулирования над городом на весь период прохождения бомбардировщиков над Кёнигсбергом, а за 20 минут до подхода самолётов 18-й воздушной армии к городу силами 118 штурмовиков Ил-2 и бомбардировщиков Пе-2 были подвергнуты ударам аэродромы истребительной авиации противника. На Кёнигсберг было сброшено 3743 бомбы общим весом в 550 тонн.
При проведении Берлинской наступательной операции частям 18-й воздушной армии ставилась задача перед началом наступления в тёмное время нанесения первого массированного удара по основным опорным пунктам второй полосы обороны на направлении главного удара войск 1-го Белорусского фронта, а затем в ходе наступления нанесения ещё ряда мощных авиационных ударов. 16 апреля 745 тяжёлых ночных бомбардировщиков 18-й воздушной армии нанесли мощный массированный удар по основным опорным пунктам второй оборонительной полосы. В ночь на 17 апреля 18-я воздушная армия основными силами продолжала бомбить объекты противника на Зееловских высотах. Было совершено 759 самолётовылетов и сброшено 931 тонна бомб. В дальнейшем в ходе операции 18-я воздушная армия произвела несколько массированных ночных ударов, тесно увязанных с действиями танковых армий 1-го Белорусского и 1-го Украинского фронтов. Третий её удар был нанесён в ночь на 18 апреля 214 самолётами по резервам и опорным пунктам северо-восточнее и восточнее Берлина; четвёртый удар — в ночь на 21 апреля 529 бомбардировщиками по войскам и объектам, расположенным в Берлине; пятый удар — в ночь на 25 апреля по опорным пунктам Берлина силами 111 самолётов и шестой удар — в ночь на 26 апреля 563 самолётами.
В период Берлинской операции воздушные армии трёх фронтов и 18-я воздушная армия произвели более 91 тыс. боевых самолётовылетов, в том числе в интересах 1-го Белорусского — 39 559 вылетов, 1-го Украинского фронта — 25 490 и 2-го Белорусского фронта — 26 335.  
В мае бомбили порт и город Свинемюнде и окружённую группировку противника в Бреслау.
Всего с 1 января по 8 мая 1945 года лётчики армии выполнили 19 164 самолёто-вылета, из них 13 368 ночью. На позиции противника было сброшено около 100 тысяч бомб общей массой 15 тысяч тонн, эвакуировано в тыл более 10 тысяч раненых, доставлено войскам 4 тысячи тонн грузов, разбросано над территорией противника около 2 млн листовок.
К концу Великой Отечественной войны в армии сражались около 300 Героев Советского Союза, а шесть лётчиков удостоены этого звания дважды: С. И. Кретов, А. И. Молодчий, В. Н. Осипов, В. В. Сенько, П. А. Таран, Е. П. Фёдоров.
Более 20 тысяч воинов были награждены орденами и медалями.